# 자전거 메신저

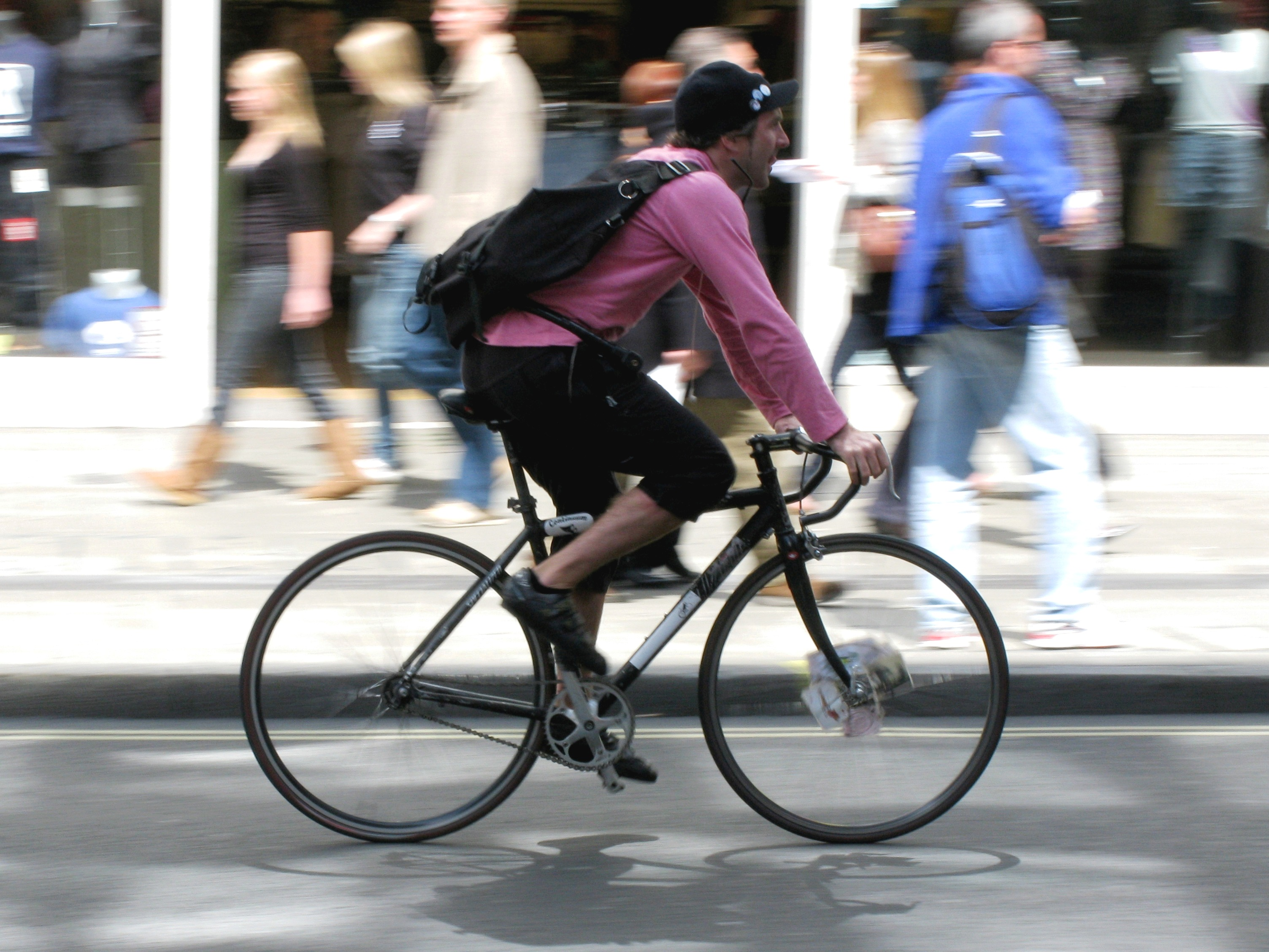
바퀴 살에 카드를 끼운 픽시 자전거를 타고 있는 런던 자전거 메신저

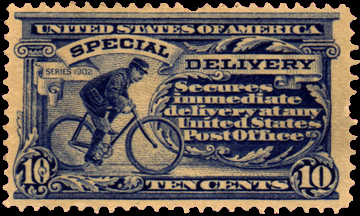
1902년 자전거 메신저를 묘사한 미국 우표

자전거 메신저(영어: bicycle messenger)는 자전거를 타고 물건을 날라주는 일이나 그 일을 하는 배달꾼을 말한다. 자전거로 배달하는 일을 자전거 택배로 부르기도 하는데, 자전거 특성상 교통 정체나 주정차 단속에 크게 영향을 받지 않는 장점을 살려 대도시 중심 업무 지구를 중심으로 발달되었다.

## 역사
1860년대 발판이 달린 자전거가 나오자 마자 사람들은 자전거로 물건을 나르는데 쓰기 시작했다. 1890년대 미국에서 자전거가 유행하던 시절에 웨스턴 유니언은 뉴욕시, 샌프란시스코 등 인구밀집 대도시에서 자전거 전보 소년을 많이 데리고 있었다.
유럽에서는 1983년에야 나타났는데, 런던에서 자전거로 택배를 처음 시작했고, 다른 회사들이 뒤따랐다. 1980년대가 되자 자전거 택배가 런던 중심가에 흔히 보이게 되었고, 급기야 영국에서는 택배(전령, 전달자)를 뜻하는 쿠리어(영어: Courier)라는 이름의 산악 자전거까지 등장했다.

### 대한민국
대한민국에서는 자전거가 전래된 후 단거리 상품 배달에 많이 쓰이긴 하였으나, 기업 조직은 만들어지지 않았다.
2008년 10월 1일 서울에서 첫 자전거 택배를 조직적으로 시작했는데, 2009년에 평균 5명의 메신저로 운영하다가 2011년 7월 31일 중지하였다.
2009년 4월 서울에서 자전거 뒤에 짐수레를 달고, 직원 15명으로 운영하는 자전거 메신저 회사도 만들어졌다.

## 특징
자전거의 특성상 도시간 덩치가 큰 무거운 상품을 운반하는 전문 택배업 보다는, 중심 시가지 안에서 서류나 견본 상품 등 작은 물건을 빨리 운반하는 퀵서비스와 비슷하다.
하지만, 도시에서 배달 거리가 10km 안팎일 경우 자전거가 오토바이보다 느리지 않다고 한다.

### 장점
- 화석연료를 쓰지 않아 경제적이고, 공해를 만들지 않아 친생태적, 친환경적이다.
- 교통 체증이나 주차난을 일으키지 않는다.
- 메신저는 수입과 함께 운동, 여행을 하는 등 즐겁게 일할 수 있다.

### 단점
- 크기나 무게에 제약이 있고, 도심지를 벗어난 너무 먼 거리는 곤란하다.
- 호우나 한파, 폭염 등 날씨에 영향을 많이 받는다.

## 장비

### 자전거
대한민국에서는 도로에 높낮이가 많고 자전거에 우호적이지 않은 복잡한 도시 특성상 산악 자전거가 주로 쓰이고 있으나, 미국이나 일본 등에서는 도로 자전거나, 특히 전통적으로 고정 기어 자전거가 많이 쓰인다.

### 메신저 가방
뉴욕 자전거 메신저의 패션에서 출발한 메신저 백(영어: Messenger bag)이라고 부르는 큼지막한 메신저 전용 가방도 있다. 1960년대 미국에서 우편배달 할 때 쓰던 가방에서 유래되었다고 한다.

## 영화
- 1986년 퀵실버(영어: Quicksilver) 미국
- 1999년 메신저(일본어: メッセンジャ) 일본
- 2012년 프리미엄 러쉬(영어: Premium Rush) 미국

## 같이 보기
- 퀵서비스
- 이륜택배